# Sophie Lefranc-Duvillard
Pour les articles homonymes, voir Duvillard et Lefranc.
Sophie Lefranc-Duvillard est une skieuse alpine française, née le 5 février 1971 à Bourg-Saint-Maurice, en Savoie et morte le 22 avril 2017 à Praz-sur-Arly à l'âge de 46 ans .
Elle est montée à deux reprises sur le podium d'une épreuve de Coupe du monde, à chaque fois en slalom géant, ainsi que deux victoires en coupe d'Europe. Elle est la femme du skieur Adrien Duvillard.

## Biographie
Elle est mère de trois enfants avec Adrien Duvillard : des jumelles, Nell et Noa, et un garçon, Tao.
Elle décède le 22 avril 2017 des suites d'une longue maladie, à l'âge de 46 ans.

## Palmarès

### Jeux olympiques d'hiver
Sophie Lefranc-Duvillard participe à deux éditions des Jeux olympiques d'hiver, aux Jeux d'Albertville en 1992 et ceux de Nagano en 1998. Elle y dispute deux courses et obtient son meilleur résultat lors du slalom géant de Nagano avec une cinquième place.
| Épreuve / Édition | Albertville 1992 | Nagano 1998 |
| ----------------- | ---------------- | ----------- |
| Slalom Géant      | 19e              | 5e          |

### Championnats du monde
Sophie Lefranc-Duvillard participe à deux éditions des championnats du monde de ski alpin, en 1993 à Morioka Shizukuishi et en 1997 à Sestrières. Elle obtient son meilleur résultat avec une 15e place en slalom géant.
| Épreuve / Édition | Morioka-Shizukuishi 1993 | Sestrière 1997 |
| ----------------- | ------------------------ | -------------- |
| Super-G           | 34e                      | -              |
| Slalom géant      | 26e                      | 15e            |

### Coupe du monde
Au total, Sophie Lefranc-Duvillard participe à 57 courses en Coupe du monde. Elle obtient deux podiums en slalom géant, sa discipline de prédilection. Elle est entrée quatorze fois dans le top 10, à chaque fois en slalom géant. Elle obtient son meilleur classement général en 1998 en finissant au 31e rang, et se classe 7e du classement du slalom géant cette même année,.

#### Différents classements en Coupe du monde
| Saison / Épreuve | Saison / Épreuve | Général | Général | Super-G | Super-G | Slalom géant | Slalom géant |
| ---------------- | ---------------- | ------- | ------- | ------- | ------- | ------------ | ------------ |
| Saison / Épreuve | Saison / Épreuve | Class.  | Points  | Class.  | Points  | Class.       | Points       |
| 1993             | 1993             | 76e     | 55      | 44e     | 9       | 30e          | 46           |
| 1994             | 1994             | 51e     | 146     | 47e     | 14      | 17e          | 132          |
| 1995             | 1995             | 40e     | 156     | 39e     | 27      | 16e          | 129          |
| 1996             | 1996             | 64e     | 67      | 29e     | 38      | 30e          | 29           |
| 1997             | 1997             | 42e     | 164     | 11e     | 164     | -            | -            |
| 1998             | 1998             | 31e     | 252     | 7e      | 252     | -            | -            |

#### Performances générales
| Résultat  | Descente | Super-G | Slalom géant | Slalom | Total |
| --------- | -------- | ------- | ------------ | ------ | ----- |
| 1re place | -        | -       | -            | -      | 0     |
| 2e place  | -        | -       | 1            | -      | 1     |
| 3e place  | -        | -       | 1            | -      | 1     |
| Top 10    | -        | -       | 14           | -      | 14    |
| Top 30    | -        | 10      | 27           | -      | 37    |
| Autres    | 2        | 10      | 7            | 1      | 20    |
| Départs   | 2        | 20      | 34           | 1      | 57    |

### Championnats de France
Elle a été 3 fois Championne de France Elite dont : 
- Championne de France de Super G en 1994
- Championne de France de Slalom Géant en 1995 et 1997